# مسجد كامبونغ لاوت
مسجد كامبونغ لاوت هو أقدم مسجد مازال موجود ومبني في ماليزيا، يرجع تاريخه إلى أوائل القرن الثامن عشر الميلادي، يقع المسجد في تومبات الواقعة في كلنتن.

## التاريخ
تم بناء مسجد كامبونغ لاوت في حوالي العام 1400 من قبل مجموعة من الصيادين يتألفون من فطاني وجاوة ومن المناطق المواجهة للبحر في بروناي، اسلوب بنائه هو نموذج إلى حد كبير من العمارة التقليدية المحلية وعلى غرار المنازل المحلية في المنطقة، كان المسجد الأصلي أحد الأنماط المعمارية الأساسية فهو يتكون من هيكل مع أربعة أعمدة وسقف مبني من سعف النخيل، وبحكم التشابه المعماري هناك من قال ان المسجد كان هو المسجد الأصلي في اجونج ديماك والذي تم بناؤه في عام 1401، وقد نقل المسجد من موقعها الأصلي إلى كامبونغ لاوت ومن هنا جاء اسم المسجد، ومع ذلك لا يوجد هناك أدلة قوية تدعم هذا الرأي.
في عهد سلطان كلنتن بين أعوام (1859 - 1900)، أصبح مسجد كامبونغ لاوت نقطة التقاء هامة للسلاطين والزعماء الدينيين في المنطقة، وكما تم استخدام المسجد كموقع تجاري كبير، خلال هذه الفترة تمت توسيعة المسجد ورفع مستواها مع بناء 20 عمود، وبالإضافة لبناء سقف من ثلاثة مستويات، وبناء مأذنة عالية، وبناء خزان مياه، في حين جائت الأرضيات من الأعمال الخشبية جيدة النوعية، تم تسليم المسجد لحكومة كلنتن تحت إدارة منتيري بيسار داتوك في شهر مايو من عام 1970، وتعتبر منطقة كامبونج اوت منطقة تقليدية لغوثرين وشيباردك.

## الفيضانات
نجا مسجد كامبونغ لاوت من اثنين من الفيضانات الكبيرة التي وقعت في كلنتن، الفيضان الأول وقع في عام 1926 عندما هاجم طوفان معروف باسم باه هوا ميراه المنطقة، والثاني وقع في عام 1966 وقد تسبب في وقوع أضرار بالغة في المسجد عندما اجتاح أجزاء من المسجد بالقرب من النهر، ومع ذلك كان المجتمع المحلي والحكومة قادرة على إصلاح الأضرار الناجمة عن الفيضانات مسجد كامبونج اوت.

## الصور

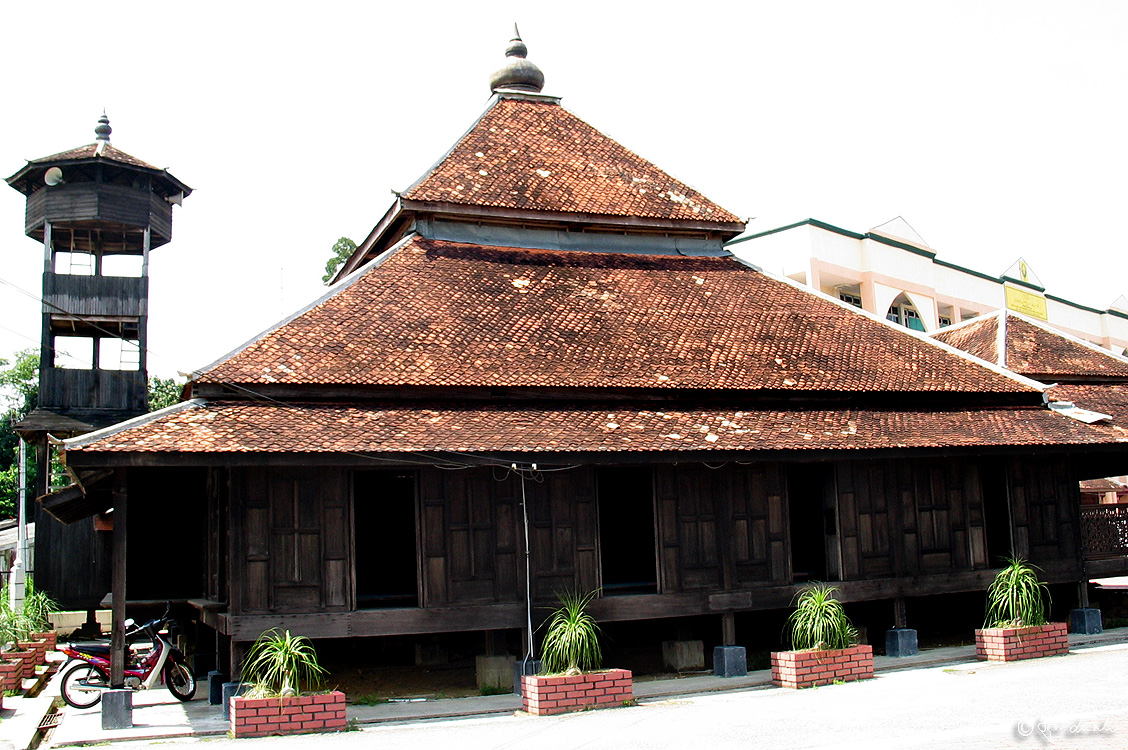
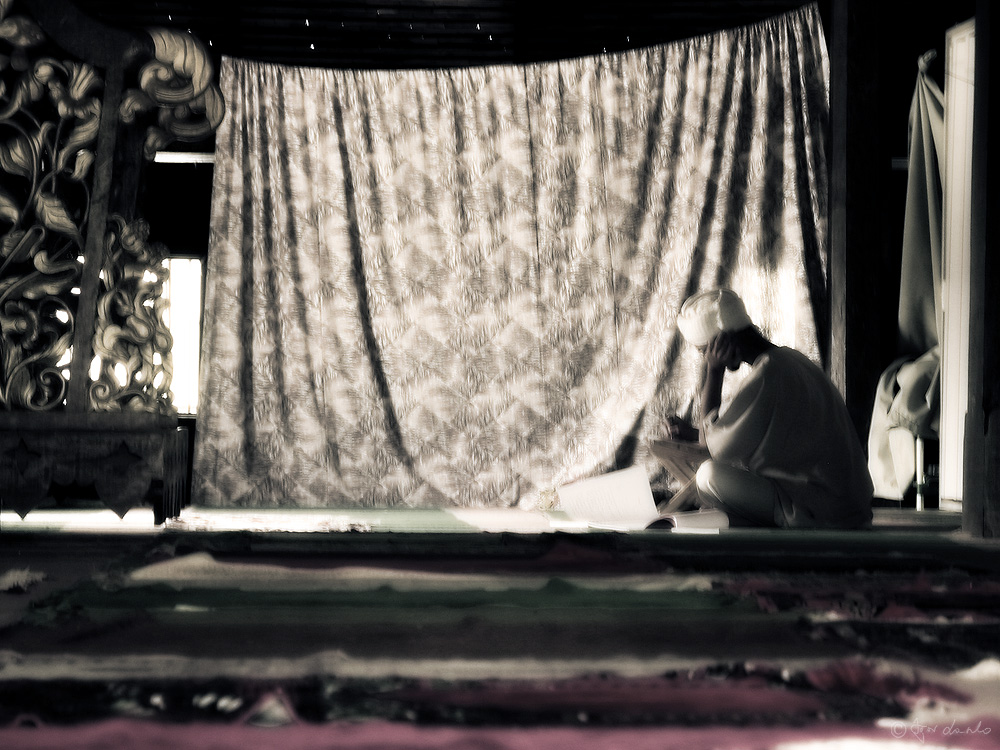
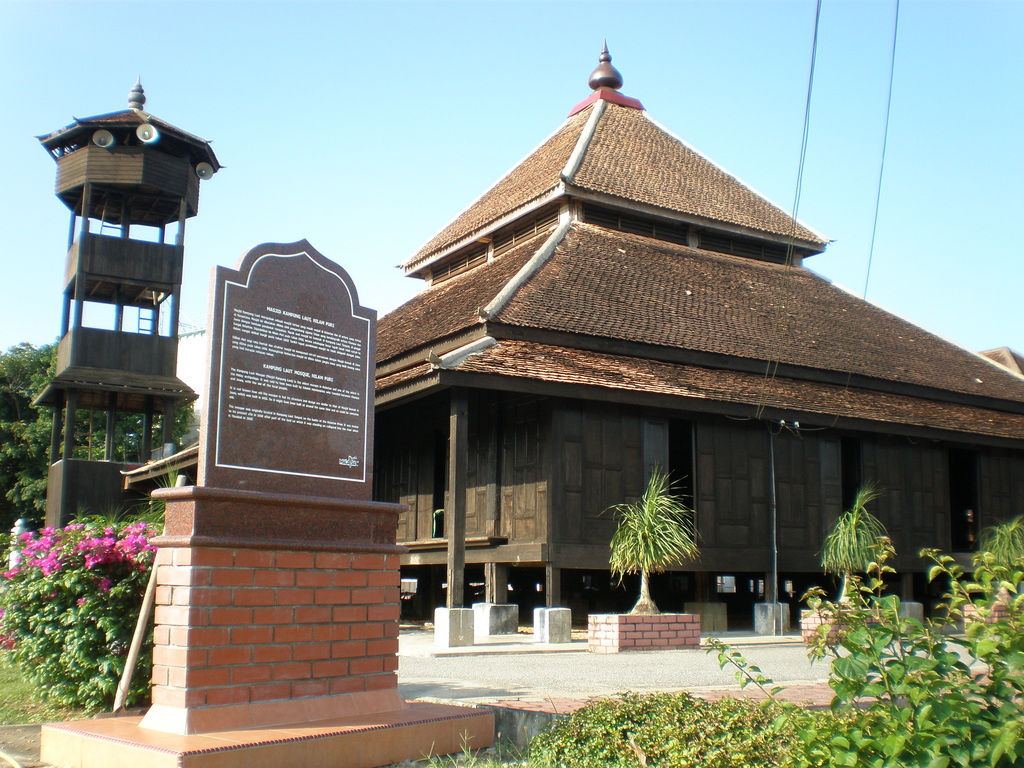